# Erebia cassioides
Erebia cassioides là một loài bướm trong phân họ Satyrinae, họ Nymphalidae. Nó được tìm thấy ở Balkan, miền đông và miền tây Alps, trung Ý, Pyrenees và dãy núi Cantabria. Nó xuất hiện ở độ cao từ 1600-2600 mét.
Sải cánh dài 32–38 mm.

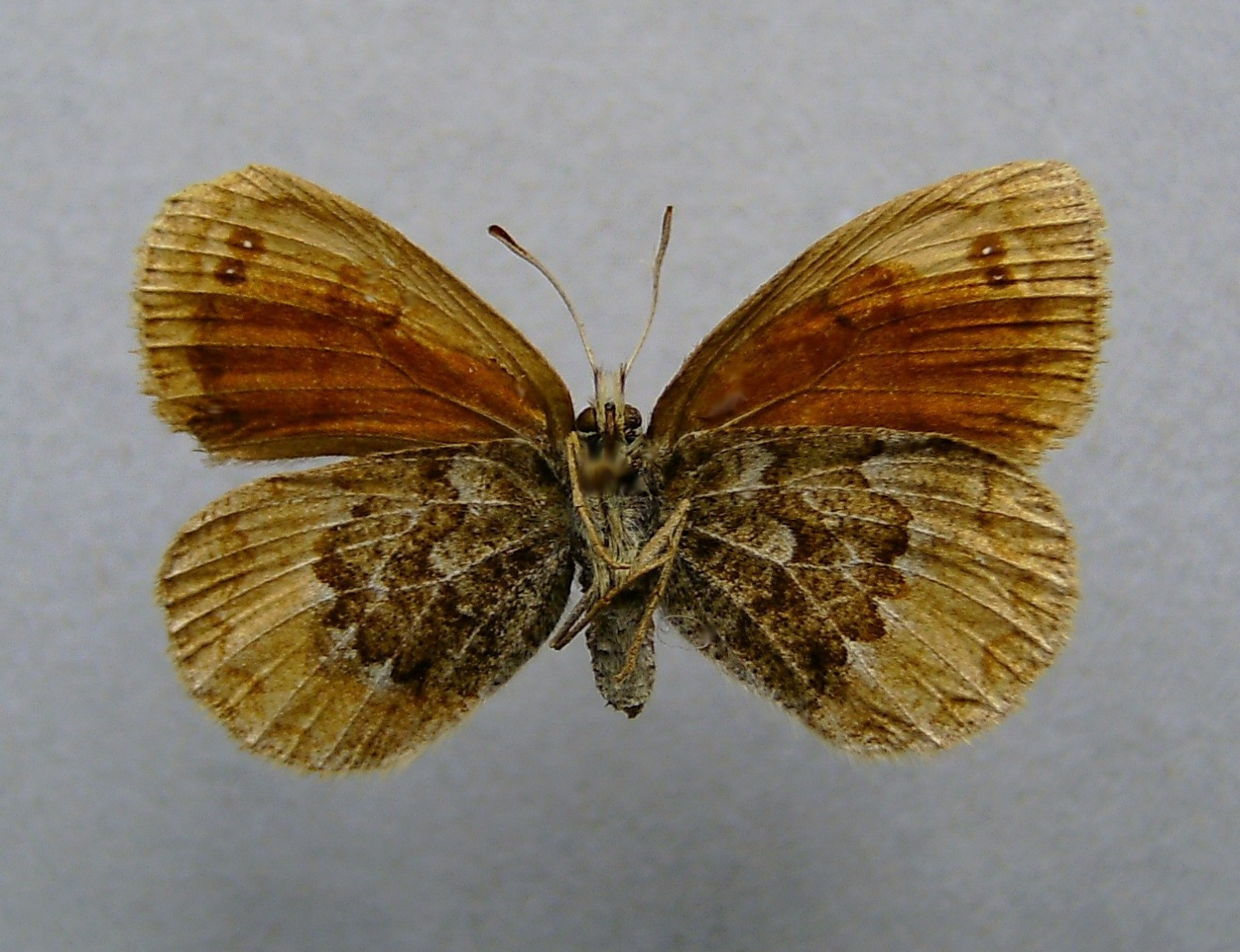
Phía dưới

Ấu trùng ăn nhiều loại cỏ, bao gồm Gramineae.

## Phân loài
- Erebia cassioides arvernensis Oberthür 1908 -- miền tây Brassy Ringlet
- Erebia cassioides carmenta Fruhstorfer, 1907 -- miền tây Brassy Ringlet
- Erebia cassioides macedonica Buresch, 1918